# Microarranjo de DNA
Microarranjo de DNA ou Chip de DNA é uma coleção de pontos microscópicos, usualmente preenchidos com DNA, que contém sondas para determinadas moléculas-alvo produzindo resultados quantitativos, como expressão gênica. Esta técnica pode ser distinguida por diversas características como: a natureza da sonda, o suporte sólido usado, e o método usado para direcionamento da sonda. As sondas utilizadas são sintetizadas e fixadas em uma superfície sólida como pequenos pontos microscópicos chamados de spots. Cada spot contém milhares de sondas idênticas que irão hibridizar com moléculas-alvo marcadas com fluoróforos. Uma hibridização forte entre a sonda e a molécula irá resultar em um aumento de fluorescência acima dos níveis basais, o que pode ser medido por um scanner de fluorescência.  Os dados podem então ser analisados por uma variedade de métodos de bioinformática. Geralmente a técnica de microarranjo de DNA tem aplicações direcionadas para análise de expressão gênica e de mutações pontuais. Atualmente, tem-se expandido as aplicações de microarranjo para as áreas de farmacogenômica, diagnóstico de doenças infecciosas e genéticas e na área forense.

## Histórico
O histórico do microarranjo começa na década 70 com o advento da técnica de Southern blot, descrita por Edwin M. Southern (Southern, 1975), na qual ocorre a transferência de fragmentos de DNA separados por eletroforese para uma membrana, e esses são detectados por hibridização de um
sonda marcada. A técnica de microarranjo foi descrita por Schena em 1995, e em 1997 a técnica proporcionou a análise do genoma de um organismo eucariótico (Saccharomyces cerevisiae). Essa evolução só pôde ocorrer com a utilização do método de detecção óptica (fluorescência) que permitiu ter mais acuidade para as medições de intensidade e com o advento de sistemas robotizados na confecção de arranjos de alta densidade. Em 1999 começou-se a usar a técnica de microarranjo na análise de expressão gênica, e adotou-se o uso de uma série de oligonucleotideos para sequenciamento e analise de mutação. Em adição, a tecnologia de microarranjo também evoluiu para o uso em aplicação em farmacogenômica e descoberta de novos fármacos.

## Princípio
O princípio da técnica de microarranjo consiste na hibridização entre uma sonda (cDNA ou oligonucleotídeo) e uma molécula-alvo marcada com fluoróforo, usualmente um cDNA. As sondas contêm sequências complementares às moléculas-alvo correspondendo a uma parte específica de um gene e são fixadas em uma superfície sólida através de agulhas robotizadas, fotolitografia ou por impressão a jato. O RNA mensageiro extraído das amostras a serem analisadas são utilizados como moldes para a formação do cDNA. Este cDNA é então marcado com fluoróforo para posterior hibridização. Uma das aplicações da técnica de microarranjo mais utilizada é a comparação entre duas amostras distintas (por exemplo, uma amostra de doença e uma amostra saudável); nesta condição, moléculas de DNA provenientes das duas amostras são marcadas com CY3 (verde) e CY5 (vermelho), e hibridizadas às sondas no microarranjo. Apenas as moléculas que hibridizarem com avidez às sondas serão lidas como um sinal de fluorescência por um scanner, e as moléculas que não se ligarem às sondas serão retiradas após sucessivas lavagens, permitindo somente a identificação de moléculas complementares às sondas. Posteriormente a leitura no scanner de fluorescência é feita a digitalização das imagens e análise estatística.

## Variedades de Microarranjos

### Microarranjo Impresso
Foi um dos primeiros microarranjos utilizado na pesquisa, e tem esse nome devido à impressão de pontos microscópicos contendo as sondas em uma superfície sólida de vidro. Uma superfície de vidro é bastante utilizada por seu baixo custo, por ser estável a altas temperaturas e ter baixos níveis de autofluorescência.  Pode ser classificado de acordo com a natureza da sonda utilizada, podendo ser fitas de DNA fita dupla (dsDNA), ou oligonucleotídeos. Para microarrays dsDNA, as sondas são feitas a partir da amplificação de uma sequência gênomica pelo método de PCR. O DNA é desnaturado durante a impressão ou após a imobilização no vidro para permitir que ocorra a subsequente hibridização às moléculas-alvos. A sonda de DNA é fixada ou por interação eletroestática entre o DNA de carga negativa e a superfície de vidro de carga positiva; ou por ligação covalente entre as bases timidina do DNA e os grupos aminas fixados na superfície de vidro. Para os microarranjos que utilizam oligonucleotídeos, as sondas consistem de pequenas sequências quimicamente sintetizadas. Essas sondas ao contrário das dsDNA possuem um tamanho reduzido, que varia de 25 a 80 pares de bases. O uso de sondas de menor tamanho facilita o reconhecimento de regiões genômicas menores permitindo uma melhor avaliação de polimorfismos. A imobilização de sondas de oligonucleotídeos a superfície de vidro é feita por ligação covalente.

### Microarranjo de Oligonucleotídeo sintetizados in situ
Nessa técnica de microarranjo as sondas são constituídas por oligonucleotídeos que são sintetizados diretamente em uma superfície sólida, atualmente os mais conhecidos são os Genechips (Affymetrix, Santa Clara, CA). Oligonucleotídeos sintetizados in situ são de tamanho bem reduzido, cerca de 20 a 25 pares de bases, e por isso são sempre utilizados mais de uma sequência por molécula-alvo para aumentar a especificidade, sensibilidade e acurácia da análise estatística. As sondas de oligonucleotídeo dos Genechips são sintetizadas usando um semi-condutor fotoquímico. A superfície sólida é feita de quartzo e contém ligantes de síntese que são protegidos por grupos sensíveis à luz. Assim, a superfície do microarranjo é protegida quimicamente, e a adição de um novo nucleotídeo só ocorre quando a superfície é exposta à luz ultravioleta (UV). Quando a superfície é irradiada por luz UV, ocorre a adição de nucleotídeos reativos com grupos fotoprotetores, levando ao aumento na cadeia do oligonucleotídeo. Para adicionar nucleotídeos a determinadas sondas utiliza-se uma máscara de fotolitografia. Cada máscara funciona como um filtro com um padrão definido de janelas permitindo a entrada ou o bloqueio da luz UV na superfície do microarranjo. A síntese de sonda in situ é realizada através de ciclos de utilização da máscara de fotolitografia, exposição à luz e adição das bases A, C, T ou G ao oligonucleotídeo.

### Microarranjo de alta densidade
Também chamada de Bead Array de alta densidade, esta técnica promove uma superfície modelada contendo o substrato para a detecção dos ácidos nucleicos. É bem similar às duas técnicas de microarranjo de impressão e de hibridização in situ, entretanto ao invés de utilizar lâminas de vidro contendo spots, usa-se grânulos de sílica (3 µm) contendo as sondas. Estes grânulos se formam aleatoriamente utilizando um dos dois substratos disponíveis: a matriz Sentrix Matrix (SAM) ou o Sentrix BeadChip. Ao contrário das outras técnicas, a localização dos grânulos na superfície do arranjo se dá aleatoriamente, se tornando necessário o mapeamento dos grânulos. O mapeamento é realizado através de vários ciclos de hibridizações e lavagens, permitindo que oligonucleotídeos marcados com fluoróforos se liguem complementarmente às sequências nos grânulos, identificando assim a localização dos grânulos no microarranjo.

### Microarranjo Eletrônico
O microarranjo eletrônico utiliza um método de hibridização ativa, na qual se usa campos elétricos para o transporte de ácidos nucleicos. Um cartucho microeletrônico (NanoChip400; Nanogen, San Diego, CA) de óxido de metal é utilizado para direcionar os fragmentos de ácidos nucleicos. O ácido nucleico negativamente carregado é transportado para o spot quando uma corrente positiva é aplicada em uma ou mais localizações na superfície do microarranjo. Após atingir o local na superfície sólida do arranjo, a sonda biotinilada irá se ligar à streptavidina contida na superfície. Uma vez que as sondas são fixadas
nos locais formando os spots, o microarranjo está pronto para aplicação da molécula-alvo de DNA marcada com fluoróforo.

### Microarranjo de Suspensão
Em contraste aos microarranjo planares ou de duas dimensões, nesta técnica utiliza-se grânulos em suspensão, baseado no uso de esferas microscópicas de poliestireno como suporte sólido, e a citometria de fluxo para detecção dos grânulos e moléculas-alvo. Cada microesfera possui um espectro único formado pela razão vermelho/infravermelho, assim uma mistura de microesferas, cada uma contendo sondas específicas, podem ser hibridizadas com as moléculas-alvo de DNA fluorescentes, para em seguida serem analisadas no citômetro de fluxo. No citômetro de fluxo, cada microesfera passa por dois lasers; um laser de 635 nm que excita o fluorocromos vermelho e infravermelho impregnados nas esferas, o que permite a classificação de cada microesfera contendo uma sonda específica. Um segundo laser excita outro fluorocromo na molécula-alvo de DNA permitindo saber se houve ou não hibridização com a sonda na microesfera.

## Análise de Dados
Todo experimento de microarranjo envolve importantes etapas que precisam ser seguidas desde o desenho experimental até a análise de dados para que se obtenha um resultado significativo. Essas etapas incluem o desenho experimental, a quantificação da imagem e a normalização e integração dos dados. Primeiramente, para o desenho experimental é de fundamental importância decidir quais genes serão analisados no microarranjo. Tal passo é decisivo no desenho e fabricação das sondas, e na obtenção do RNA mensageiro (RNAm) das amostras. Após a hibridização e escaneamento, as imagens precisam ser processadas para a obtenção dos níveis de fluorescência basais (background do inglês) e fluorescência acima dos níveis basais (foreground do inglês), esta última indicando a quantidade de molécula-alvo que efetivamente hibridizou. Em seguida, é necessário normalizar os valores quantitativos obtidos e agrupá-los em grupos significativos. As etapas de um experimento de microarranjo podem ser dividias em oito passos:
•           Fabricação das sondas e microarranjo
•           Preparação das amostras biológicas
•           Extração e conversão do RNAm em cDNA e subsequente marcação com fluoróforo
•           Hibridização das moléculas de cDNA às sondas no microarranjo
•           Escaneamento
•           Quantificação das imagens – localização dos spots e medição da intensidade de fluorescência
•           Normalização e integração dos dados – construção da matriz de expressão gênica
•           Análise dos dados de expressão gênica – agrupamento de genes similares ou destacamento de genes diferencialmente expressos

### Desenho experimental
Para a realização de um experimento de microarranjo, diversos desafios práticos e estatísticos devem ser levados em consideração.  Inicialmente, é necessário determinar quais amostras de cDNA serão hibridizadas no mesmo microarranjo, e quantas vezes cada arranjo deve ser replicado. Quando se está estudando múltiplas amostras, os cDNAs podem ser marcados com fluoróforos diferentes e serem hibridizados simultaneamente no mesmo microarranjo, ou podem ser marcados com o mesmo fluoróforo e serem hibridizados separadamente em múltiplos arranjos. A escolha do desenho experimental se baseia no número de diferentes amostras que precisam ser
comparadas e no objetivo do experimento. Quando o objetivo for comparar duas amostras, é mais eficiente hibridizá-las no mesmo microarranjo, do que compará-las a um terceiro microarranjo de referência. Quando o objetivo do experimento é comparar diversos genes mutantes com um gene selvagem, é necessário utilizar o gene selvagem como referência.

### Análise das imagens
Os dados obtidos do experimento de microarranjo são imagens digitais feitas pelo scanner de fluorescência que precisam ser analisadas. A primeira etapa após o escaneamento das imagens é identificar a localização de cada spot no microarranjo, e uma vez que a região contendo o spot é localizada, o software dá valores e classifica os pixels das imagens em valores de background e foreground para cada cor de fluoróforo (verde e vermelho). Então é feita a correção da intensidade foreground subtraindo-se destas os valores de background. Por exemplo: F (foreground); B (background); Vf (intensidade da cor vermelha); Vdf (intensidade da cor verde).
Intensidade da cor vermelha: Vf = F vermelho – B vermelho
Intensidade da cor verde: Vdf = F verde – B verde
A correção dos valores é necessária para evitar que a fluorescência de hibridizações não-específicas, e fluorescência de outros reagentes químicos ou do suporte de vidro utilizado sejam contabilizadas nos valores finais de expressão gênica. Após o processamento inicial das imagens por um software, com a quantificação da intensidade de fluorescência em cada spot, os valores obtidos são extraídos e combinados em diversas matrizes, também chamada de matrizes de quantificação. Cada uma dessas matrizes contém valores quantitativos relacionado a cada gene estudado no microarranjo. As matrizes de quantificação são então agrupadas em uma matriz de expressão gênica. Esta pode ser definida como a representação dos dados de cada gene proveniente dos experimentos de microarranjo. Finalmente, para comparar os dados de microarranjo, os dados precisam ser normalizados.

### Normalização dos dados
A normalização dos dados consiste em transformar os valores obtidos de modo que as variações de um experimento sejam reduzidas permitindo que duas amostras sejam apropriadamente comparadas. Tais variações dizem respeito a variações técnicas do experimento ao invés de variações biológicas entre os cDNA ou sondas. A variação mais comumente encontrada é a diferença na eficiência de marcação com fluoróforos verde e vermelho e na sua detecção pelo scanner. Diversas abordagens estatísticas são utilizadas para normalização dos dados, e usualmente ou se utiliza todos os genes do experimento de microarranjo, ou se utiliza um conjunto de genes em um microarranjo de controle para calcular uma constante de normalização. Neste último microarranjo, se utiliza genes housekeeping ou genes exógenos de controle (spike-in). Genes housekeeping são genes provenientes das amostras estudadas que mantém o seu nível constante dentro da célula. Genes exógenos de controle ou controles spike-in são derivados de outra espécie que não a estudada no experimento. Uma vez que um gene controle é selecionado, um fator de normalização é calculado para cada gene e usado para compensar as variabilidades experimentais e balancear as intensidades de fluorescência.  A normalização dos dados é um passo importante na análise de dados, pois os perfis de expressão gênica podem variar bastante de acordo com o método de normalização usado. Existem diversos métodos de normalização disponíveis atualmente, entre eles incluem-se: normalização global, normalização linear de intensidade dependente, normalização não-linear de intensidade dependente (LOWESS), normalização Print-tip, normalização Print-tip de escala e normalização entre slides.

### Selecionar genes diferencialmente expressos
Um dos objetivos da análise de dados de microarranjo é identificar genes associados com uma condição fisiológica ou parâmetro clínico, como por exemplo, genes cuja expressão estão relacionados a um subtipo tumoral, ou a sobrevivência de um paciente. Há dois tipos de experimentos para identificação de genes diferencialmente expressos, são eles: microarranjo single-slide, o qual se compara a abundância de transcrição gênica entre duas amostras de RNAm hibridizados na mesma lâmina; e microarranjo multiple-slide, o qual compara a abundância de transcrição de um gene em duas ou mais amostras de RNAm hibridizados em lâminas diferentes. Existem uma série de abordagens estatísticas aplicadas à análise de expressão gênica. Alguns modelos assumem uma distribuição específica dos dados, como por exemplo, uma distribuição normal dos valores incluem o teste-t baseado na estimativa de variância Bayesiana entre replicatas de experimentos em um modelo gaussiano; a associação de um modelo hierárquico Bayesiano com um modelo gaussiano de gene-independente e um teste-t e o modelo hierárquico Gama-Gama-Bernoulli. Uma série de métodos estatísticos que não assumem uma distribuição específica dos dados estão sendo continuamente utilizados, e se destacam pois a maioria dos dados de microarranjo não possuem uma distribuição normal gaussiana. Entre tais abordagens destacam-se os métodos não-paramétricos como por exemplo o teste-t não paramétrico e teste de soma de classes. Finalmente, para tornar os dados de expressão gênica mais confiáveis, é aconselhável utilizar experimentos em replicatas. Há dois tipos de replicatas: técnica e biológica. A replicata técnica usa medições repetidas da mesma amostra, seja no mesmo microarranjo ou em hibridizações distintas. Já a replicata biológica usa amostras independentes, que permite a avaliação da variabilidade individual entre as amostras.

### Classificação
A técnica de microarranjo possibilita a geração de perfis de expressão gênica, os quais são de fundamental importância para descoberta de padrões biológicos. Tais perfis podem ser utilizados para discriminar entre dois tipos celulares ou duas condições biológicas distintas, como um tumor e uma célula saudável, ou identificar um tipo celular ou condição biológica desconhecida. Os genes estudados também podem ser agrupados em uma classe existente de genes, ou em uma nova classe gênica, o que pode ser descrito como predição de classe, ou descoberta de classe, respectivamente. Para tais aplicações são utilizados os métodos supervisionado para a predição de um gene em uma determinada classe já existente, e o método não-supervisionado para agrupar genes em classes com perfis de expressão correlacionados.

## Novas Aplicações da técnica de Microarranjo

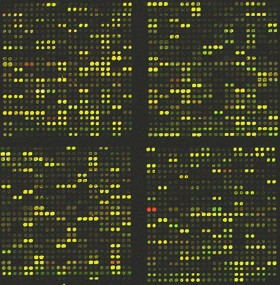
Microarranjo: técnica muito utilizada em pesquisas na área de Genômica Funcional

| Mapeamento de DNA                       | Utilizando a técnica convencional de microarranjo faz-se a análise de milhares de genes ao mesmo tempo, sendo, portanto muito empregada para fazer mapeamento do DNA. |
| Genotipagem                             | Mapeamento diversos genes, podendo ser usada para monitorar o efeito de certos tratamentos nos genes ou até em doenças genéticas. |
| Ligação de proteína                     | Usada na identificação da atividade proteica e nas interações das proteínas. As proteínas são colocadas nos spots que contém moléculas marcadas com sondas e assim haverá a hibridização.                                                                                                 |
| Perfis transcricionais                  | A partir do uso da técnica de microarranjo pode ser feita uma análise dos perfis transcricionais nos organismos, analisando os genes que são expressos diferencialmente |
| Análise de variante de splicing         | A partir de um conhecimento prévio dos éxons de interesse, pode-se utilizar a técnica de microarranjo para o estudo de splicing alternativo nos organismos por sondas marcadas nas regiões dos éxos.                                                                                      |
| Polimorfismo de nucleotídeo único (SNP) | SNP arranjo é um tipo de microarranjo que investiga polimorfismos únicos dentro do DNA. |
| Chip-on-chip                            | Essa tecnologia combina a imunopreciptação da cromatina com microarranjo de DNA e é utilizada para analisar as interações entre proteínas e DNA in vivo. A análise de todo o genoma pode ser utilizado para determinar a localização de sítios de ligação para as proteínas de interesse. |
| --------------------------------------- | --- |